# Zealandia Bank
Die Zealandia Bank (früher Farallon de Torres oder Piedras de Torres, chamorro: Papaungan) besteht aus zwei knapp über den Meeresspiegel aufragenden Felsen und einem unterseeischen Vulkan. Die Bank gehört zum Gebiet der Nördlichen Marianen. Die beiden Felsen liegen ca. 1,5 km auseinander und befinden sich zwischen den Inseln Sarigan und Guguan. Aufgrund ihrer geringen Größe ist die Zealandia Bank auf den meisten Karten nicht verzeichnet. Den heutigen Namen erhielt die Insel 1858, benannt nach der britischen Bark Zealandia.
Der Vulkan hat zwei Gipfel, von denen nur einer die Wasseroberfläche durchbricht. Noch 1956 wurde von zwei Felsen in einer halben Seemeile Abstand berichtet. Es gibt jedoch Anzeichen dafür, dass die Zealandia Bank sich wieder vergrößert: Seit 1971 wird ein Steigen der Insel gemessen, und bei einer Vermessung durch die NOAA wurden 2004 auch Fumarolen entdeckt, die auf aktive vulkanische Tätigkeit hinweisen.